# Mitrula serpentina
Mitrula serpentina är en svampart som först beskrevs av Otto Friedrich Müller, och fick sitt nu gällande namn av George Edward Massee. Mitrula serpentina ingår i släktet Mitrula, ordningen disksvampar, klassen Leotiomycetes, divisionen sporsäcksvampar och riket svampar.   Inga underarter finns listade i Catalogue of Life.